# Tizi Rached
Tizi Rached är en ort i Algeriet.   Den ligger i provinsen Tizi Ouzou, i den norra delen av landet, 100 km öster om huvudstaden Alger. Tizi Rached ligger 405 meter över havet och antalet invånare är 17 872.
Terrängen runt Tizi Rached är huvudsakligen kuperad, men åt nordost är den platt. Runt Tizi Rached är det tätbefolkat, med 383 invånare per kvadratkilometer. Närmaste större samhälle är Tizi Ouzou, 13,7 km väster om Tizi Rached. 